# Marion Sunshine

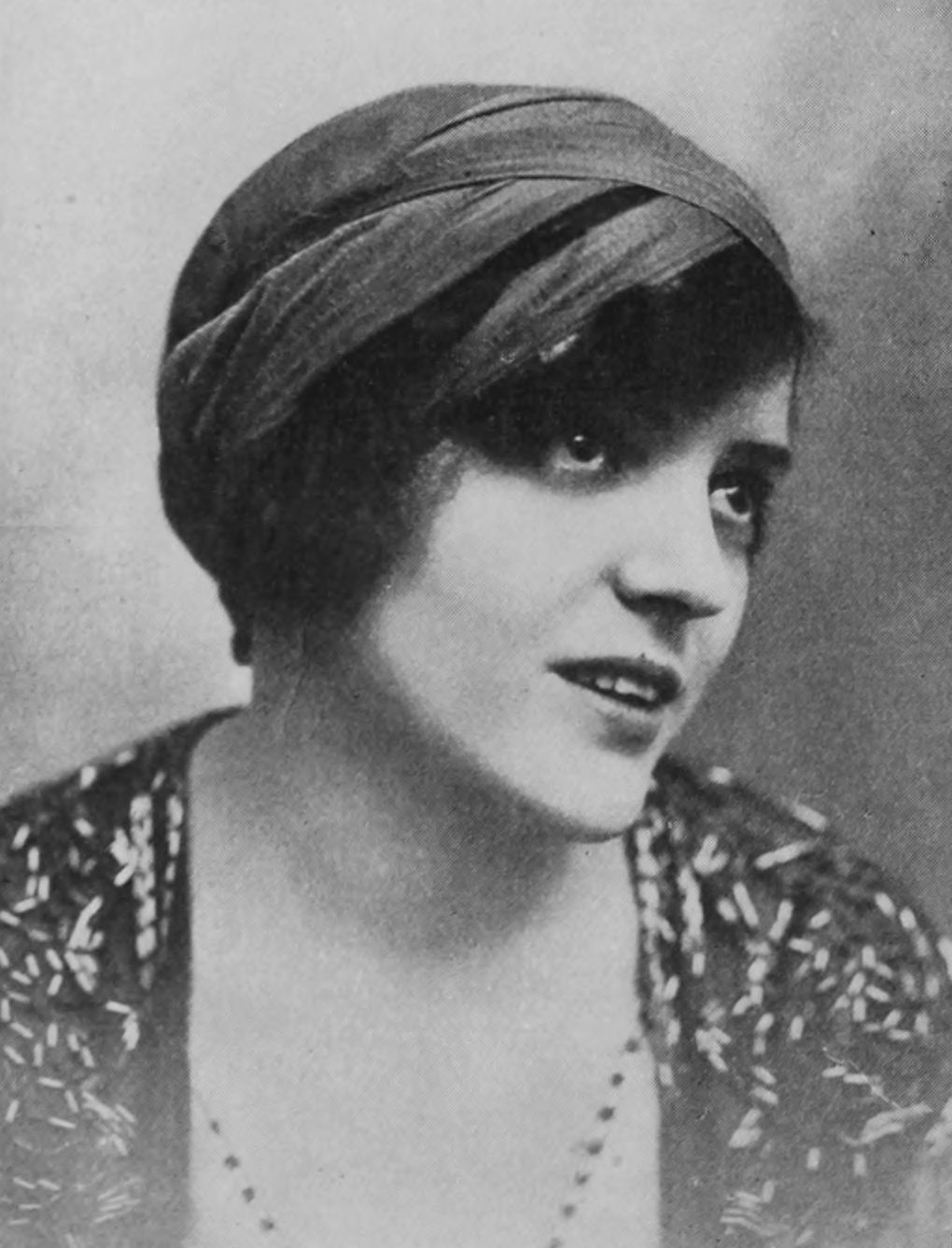
Marion Sunshine (1916)

Marion Sunshine (Mary Tunstal Ijames; * 15. Mai 1894 in Louisville/Kentucky; † 25. Januar 1963 in New York City) war eine US-amerikanische Schauspielerin, Songwriterin und Komponistin.
Sunshine begann ihre Bühnenlaufbahn fünfjährig in dem Melodram Two Little Waifs und trat dann in Vaudevilles auf. Mit dem Act Tempest and Sunshine mit ihrer Schwester Florence Tempest war sie 1907 an den Ziegfeld Follies beteiligt und wurde in den folgenden Jahren einer der Stars dieser Revue. Sie war als Schauspielerin daneben am Broadway, am Palace Theater und auch in Stummfilmen aktiv. Mit ihren Übertragungen von Texten lateinamerikanischer Songs (El manisero – The Peanut Vendor) trug sie entscheidend zur Popularisierung insbesondere der kubanischen Musik in den USA bei. Außerdem komponierte sie einige Jazz-Standards wie When I Get Low, I Get High.